# Sudun al-Zahiri
Sudun al-Zahiri fou un mameluc, amir, governador de Damasc que va ocupar el càrrec el 1399 en el lloc de Sayf ad-Din Tanibak i el va conservar fins a l'ocupació per Tamerlà d'Alep i nominalment fins a la seva mort uns mesos després. Era nebot del sultà Al-Màlik adh-Dhàhir Sayf-ad-Din Barquq ibn Ànas al-Yibughawí.

## Guerra amb Tamerlà
L'amir Atilmish, governador d'Awnik i emparentat amb Tamerlà (casat amb una neboda de Timur, filla d'una germana), havia estat fet presoner en un combat contra Kara Yusuf dels kara koyunlu, i enviat al Caire on era retingut presoner. En temps del sultà Barquq, un doctor religiós de Saveh a l'Iraq Ajamita fou enviat per Tamerlà a Egipte com ambaixador. Es va aturar a Rahba, a la frontera, i va arribar l'ordre del sultà de matar-lo que Sudun va complir. Timur va enviar uns ambaixadors amb una carta al sultà, que ara era Fàraj, el fill de Barquq, recriminant l'assassinat del ambaixador i l'empresonament de l'amir Atilmish per part del seu pare, i exigia l'alliberament de l'amir o en cas contrari els seus exèrcits assolarien Egipte i Síria en una cruel matança, cremant i saquejant les propietats; i si ignorava l'advertència seria responsable de la sang dels musulmans que morissin. L'ambaixador que portava el missatge es va aturar a Alep on va quedar confinat a l'espera de comunicar la seva arribada al sultà; el jove Fàraj i els seus assessors van optar per ignorar el avis i es va ordenar la detenció de l'ambaixador. Sudun, virrei de Damasc, el va detenir i segons Yazdi el va empresonar. Això va desfermar la irritació de Timur que va decidir aprofitar la inacció de Bayazid I i penetrar a Síria.
Timur va fer una campanya a Síria. Els sirians van amassar les seves tropes per a la defensa de la ciutat d'Alep. Venien d'Antioquia i Acre, de Hama i Homs, de Ramal·lah, de Canaan, Nablus, Samària, Gaza, Ramlah, Trípoli, Baalbek, Damasc, Jerusalem i de Kerak i Kalat Errum. L'opinió dins de la ciutat es va dividir entre aquells que volien demanar la pau, inclòs Damurdash (Timurtash), el seu governador, i aquells que preferien una resposta més sòlida. Quan les tropes d'Alep van sortir de la ciutat per enfrontar als timúrides i l'exèrcit sirià es va reunir en formació de batalla, Sudun, el virrei de Damasc, dirigia l'ala dreta, amb tropes de Damasc reforçades amb mamelucs. Els sirians foren derrotats i la resistència es va concentrar a la ciutadella.

## Presó i mort
Damurdash no tenia altre opció que lliurar Alep a Tamerlà amb l'esperança d'impedir més vessament de sang (8 de novembre de 1400). Va ser presoner però ben tractat, però el virrei Sudun, que havia assassinat l'ambaixador de Temur, va ser pres i encadenat; Timur va enviar un emissari local al Caire, Essen Duvai Davatdar, amb la notícia de que tenia aquests dos governadors i altres notables presos i que no els alliberaria fins que Atilmish fos enviat a Alep. Ibn Arabshah diu que Sudun fou empresonat a Qubbat Yalbugha, on diu que va morir. Yazdi diu que fou executat el mateix dia en que unes hores després Sultan Husayn Mirza va fer defecció i es va dirigir cap a Damasc dia que es fixa en el 8 de gener de 1401; però Nujum diu que era viu encara a la primera visita de Tamerlà a Ibn Muflih, posterior a aquest fet i data la mort del virrei cap el 25 de març de 1401.